# Maria Helena (Paraná)
Maria Helena ist ein brasilianisches Munizip im Bundesstaat Paraná. Es hat 4.941 Einwohner (2022), die sich Maria-Helenenser nennen. Seine Fläche beträgt 486 km². Es liegt 346 Meter über dem Meeresspiegel.

## Etymologie
Der Landeigentümer wählte in der Erschließungszeit den Namen der Tochter eines Geschäftspartners für die neue Ortschaft.

## Geschichte
Die Stadt Maria Helena ist wie die meisten Städte im Nordwesten von Paraná aus der Kolonisierungsbewegung auf der Suche nach Land für den Kaffeeanbau hervorgegangen. Mitte des 20. Jahrhunderts sorgte die Ausdehnung des Kaffeeanbaugebiets für die Gründung zahlreicher Städte, die sich in einer Welle von Osten nach Westen bewegte und den gesamten Norden des Staates abdeckten. Es war die Zeit der Kaffee-Euphorie, verursacht durch die hohen Nachkriegspreise auf dem internationalen Markt.
Im Jahr 1947 gelang es Moacir Loures Pacheco, Eigentümer der Colonizadora do Paraná Ltda, die Ländereien, die heute die Gemeinde Maria Helena bilden, bei der Regierung als sein Eigentum anzumelden. Das der Colonizadora gehörende Land wurde in Parzellen, Bauernhöfe und Kleinbetriebe aufgeteilt, die an Menschen verkauft wurden, die vor allem aus den Bundesstaaten São Paulo und Minas Gerais zugewandert waren.
Die Gründung des Hauptsitzes erfolgte 1953. Es wurde ein Kreuz dort errichtet, wo sich heute die Hauptkirche von Maria Helena befindet. Zuvor hatten sich bereits mehrere Familien, zum Teil aus dem Nordosten Brasiliens, dort niedergelassen, angezogen von den niedrigen Kosten und den langen Zahlungsfristen für das Land. Einige japanischstämmige Familien kamen auch aus Marialva und Mandaguari. Diese Einwanderer fanden in der Region etwa 400 Xetá-Familien vor, ein indigenes Volk, das den Nordwesten Paranás bewohnte. In der Zwischenzeit galt es bis vor kurzem als ausgestorben.
Maria Helena wurde durch das Staatsgesetz Nr. 4245 vom 25. Juli 1960 in den Rang eines Munizips erhoben und am 15. November 1961 als Munizip installiert.

## Geografie

### Fläche und Lage
Maria Helena liegt auf dem Terceiro Planalto Paranaense (der Dritten oder Guarapuava-Hochebene von Paraná) auf 23° 35′ 35″ südlicher Breite und 53° 12′ 13″ westlicher Länge. Es hat eine Fläche von 486 km². Es liegt auf einer Höhe von 346 Metern.

### Vegetation
Das Biom von Maria Helena ist Mata Atlântica.

### Klima
In Maria Helena herrscht tropisches Klima. Die meiste Zeit im Jahr ist mit erheblichem Niederschlag zu rechnen. Selbst im trockensten Monat fällt eine Menge Regen. Die Klimaklassifikation nach Köppen und Geiger lautet Af. Es herrscht im Jahresdurchschnitt eine Temperatur von 22,8 °C. Innerhalb eines Jahres gibt es 1512 mm Niederschlag.

### Gewässer
Der Rio das Antas und der Riberão Piava durchfließen das Munizip in Richtung Norden zum Ivaí.

### Straßen
Maria Helena liegt an der PR-482 von Umuarama nach Cidade Gaúcha. 

### Nachbarmunizipien
|  | Douradina                                   | Nova Olímpia      |
|  | Kompassrose, die auf Nachbargemeinden zeigt | Tapira            |
|  | Umuarama                                    | Cruzeiro do Oeste |

## Stadtverwaltung
Bürgermeister: Marlon Rancer Marques, PSD (2021–2024)

## Demografie

### Bevölkerungsentwicklung
| Jahr | Einwohner | Stadt | Land |
| ---- | --------- | ----- | ---- |
| 1960 |           |       |      |
| 1970 | 41.270    | 4 %   | 96 % |
| 1980 | 24.957    | 24 %  | 76 % |
| 1991 | 8.439     | 34 %  | 66 % |
| 2000 | 6.384     | 43 %  | 57 % |
| 2010 | 5.956     | 67 %  | 33 % |
| 2022 | 4.941     |       |      |

Quelle: IBGE (2011) und Volkszählung 2022

### Ethnische Zusammensetzung
| Gruppe *    | 1991    | 2000    | 2010    | |
| ----------- | ------- | ------- | ------- | --- |
| Weiße       | 55,0 %  | 54,9 %  | 53,2 %  | wer sich als weiß erklärt                                                                                     |
| Schwarze    | 3,9 %   | 3,1 %   | 5,8 %   | wer sich als schwarz erklärt                                                                                  |
| Gelbe       | 1,0 %   | 1,3 %   | 1,0 %   | Personen fernöstlicher Herkunft wie japanisch, chinesisch, koreanisch etc.                                    |
| Braune      | 40,1 %  | 39,4 %  | 40,0 %  | wer sich als braun erklärt oder wer sich mit einer Mischung von zwei oder mehr der fünf Gruppen identifiziert |
| Indigene    | 0,0 %   | 0,1 %   | 0,0 %   | wer sich als Ureinwohner oder Indio erklärt                                                                   |
| ohne Angabe | 0,0 %   | 1,2 %   | 0,0 %   | |
| Gesamt      | 100,0 % | 100,0 % | 100,0 % | |

*) Das IBGE verwendet für Volkszählungen seit 1991 ausschließlich diese fünf Gruppen. Die Gruppenzugehörigkeit wird bei der Befragung vom Einwohner selbst festgelegt. Das IBGE verzichtet bewusst auf Erläuterungen.
Quelle: IBGE (Stand: 1991, 2000 und 2010)